# Шведа, Ян
Ян Шведа (чеш. Jan Švéda; 5 ноября 1931, Бржецлав — 14 декабря 2007, неизвестно) — чехословацкий гребец, выступавший за сборную Чехословакии по академической гребле во второй половине 1950-х годов. Бронзовый призёр летних Олимпийских игр в Риме, чемпион Европы, победитель и призёр первенств национального уровня.

## Биография
Ян Шведа родился 5 ноября 1931 года в городе Бржецлав.
Впервые заявил о себе в академической гребле на международном уровне в сезоне 1956 года, когда вошёл в состав чехословацкой национальной сборной и выступил на чемпионате Европы в Бледе, где в восьмёрках превзошёл всех своих соперников и получил золото. Позже в той же дисциплине принял участие в летних Олимпийских играх в Мельбурне, но попасть здесь в число призёров не смог.
В 1957 году в восьмёрках выиграл бронзовую медаль на чемпионате Европы в Дуйсбурге.
В 1959 году в восьмёрках стал серебряным призёром на чемпионате Европы в Маконе.
Благодаря череде удачных выступлений удостоился права защищать честь страны на Олимпийских играх 1960 года в Риме. В составе экипажа-восьмёрки, куда также вошли гребцы Богумил Яноушек, Ян Йиндра, Станислав Луск, Вацлав Павкович, Лудек Поезный, Йозеф Вентус, Иржи Лундак и рулевой Мирослав Коничек, с первого места преодолел предварительный квалификационный этап, тогда как в решающем финальном заезде финишировал третьим позади команд из Германии и Канады — тем самым завоевал бронзовую олимпийскую медаль.
После римской Олимпиады Шведа больше не показывал сколько-нибудь значимых результатов в академической гребле на международной арене.
Умер 14 декабря 2007 года в возрасте 76 лет.